# Trilogía de Gormenghast
La Trilogía de Gormenghast es una serie de libros escritos por Mervyn Peake basados en el castillo de Gormenghast y el personaje Titus Groan.

## Características
La Trilogía de Gormenghast se describe generalmente como serie de novelas de fantasía. Sin embargo, no hay magia ni otras razas inteligentes aparte de la humana. Una clasificación válida sería colocar Gormenghast en el género fantástico, con marcadas influencias góticas y surrealistas.
Gormenghast está menos centrado en un protagonista central que la mayoría de las novelas. Aunque Titus y Steerpike (Pirañavelo en la versión en español) a menudo son considerados los personajes principales, comparten la narrativa con muchos de los otros habitantes del castillo. El espacio y la estructura social de Gormenghast tienen un papel central en la unificación de la historia.

## Títulos
La trilogía consta de tres novelas, Titus Groan (1946), Gormenghast (1950) y Titus Alone (1959). Una novela, Boy in Darkness (1956), narra la historia de una breve aventura del joven Titus fuera del castillo, aunque no explicita el nombre del mismo.
Se planearon al menos otros dos libros, tentativamente titulados Titus Awakes y Gormenghast Revisited, pero la enfermedad de Parkinson y la posterior muerte de Peake impidieron que escribiese más de unos pocos cientos de palabras e ideas para nuevos volúmenes. Sólo se escribieron de manera coherente tres páginas de Titus Awakes, y éstas aparecen en algunas ediciones.
En la década de 1970 Meave, la viuda de Peake, escribió su versión de Titus Awakes (llamándolo "Search without End"). La familia Peake redescubrió esta novela a finales de 2009 y está planeando publicarla en 2011, coincidiendo con el 100 aniversario del nacimiento de Peake.

## Escenario
Gormenghast es un reino remoto y solitario dominado por el enorme castillo de Gormenghast en su centro, y gobernado desde tiempos inmemoriales por los Groan, una familia noble. El reino deriva su nombre de la Montaña Gormenghast, y está aislada del mundo exterior por regiones inhóspitas a cada lado. Al norte por páramos pantanosos, al sur por las marismas grises (y, presumiblemente, a continuación, el océano), al Este por arenas movedizas y el mar sin mareas, y al oeste una cadena montañosa sin fin. En el oeste también se encuentra la Montaña Gormenghast, en forma de garra, con el bosque y el río Gormenghast a sus pies. Se dice que la montaña de Gormenghast es tan grande que, desde el castillo se ve como si estuviera a algunas millas, mientras que de hecho se encuentra a un día a caballo. Habida cuenta de que está rodeada en tres lados por regiones acuosa, no es inverosímil que el reino entero puede ser inundado como se describe en el libro segundo Gormenghast.